# Navio-balizador

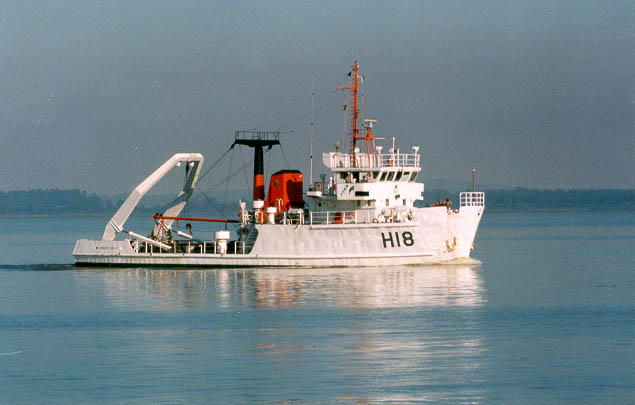
NB Comandante Varella (H-18), navio-balizador da Marinha do Brasil

O Navio-balizador é um tipo de navio não combatente, utilizado em serviços de sinalização náutica .

## Missão
É uma embarcação especializada, concebida para realizar atividades de manutenção e inspeção do balizamento marítimo, a fim de contribuir para a segurança da navegação nas águas de tráfego marítimo. São tarefas típicas deste tipo de embarcação a retirada e colocação de bóias, manutenção de  baterias e lanternas e reposicionamento da sinalização.

## Marinha do Brasil
A marinha brasileira conta com os seguintes meios para sinalização náutica:
- NB Comandante Varella (H-18)
- NB Tenente Castelo (H-19) [2]
- NB Comandante Manhães (H-20) [3]
- NB Faroleiro Mario Seixas (H-26)[4]